# Джебель-Алі
Джебель-Алі (араб. جبل علي) — портове місто, розташоване 35 км на південний захід від міста Дубай в Об'єднаних Арабських Еміратах. Місто має добре розвинену іноземну громаду, яка нараховує більш, ніж 300 резидентів. У районі також налічується до 5500 компаній зі 120 країн світу. У місті Джебель-Алі розташований однойменний порт.
У 1985 році було засновано вільну економічну зону Джебель-Алі (ВЕЗДА). ВЕЗДА, індустріальний район, котрий оточує порт, дає змогу міжнародним компаніям, які там розташовані, користуватися спеціальними привілеями вільної зони. Сюди належить звільнення від податку на прибуток підприємств на 15 років, жодних податків на доходи фізичних осіб, жодних обмежень на валюту та легкий найм робочої сили. Зовсім неподалік порту було збудовано міжнародний аеропорт «Аль-Мактум».
Джебель-Алі піднявся на 9-ме місце серед найзавантаженіших портів світу у 2011 році.
Найчастіше порт Джебель-Алі відвідують судна ВМС США, що перебувають поза межами Сполучених Штатів. З огляду на частотність таких відвідувань порту, поруч з місцем стоянки транспортних кораблів було споруджено напівпостійне привілейоване обладнання, яке персонал з обслуговування назвав «Пісочницею». 
Джебель-Алі є найбільшою в світі штучною глибоководною гаванню. Більша частина вантажно-розвантажувальних площ порту призначена для контейнерних перевезень[джерело?].